# Stenodynerus suffusus
Stenodynerus suffusus är en stekelart som först beskrevs av Fox 1902.  Stenodynerus suffusus ingår i släktet smalgetingar, och familjen Eumenidae. Inga underarter finns listade i Catalogue of Life.